# حيوانات رامزة
الحيوانات الرامزة (بالإنجليزية: Bestiary)‏ هو مصطلح أطلق على نوع الكتب التي ظهرت في العصور الوسطى وكتبت بالفرنسية أو اللاتينية. تضم مجموعات من الحيوانات الحقيقية أو المتخيلة الرامزة لدلالات أخلاقية أو دينية. وقد قلّدت هذه الأعمال التي كتبت بين القرن الثاني عشر والرابع عشر مجموعة يونانية قديمة بعنوان فيزيولوغوس أي الطبيعي ظهرت في الإسكندرية في القرن الثاني. وقد حملت المثالية المستخلصة من الإنجيل والعجائبية التي تتصف بها الحيوانات الأسطورية الشرقية كالأفعوان الخرافي وجنية البحر والقنطورس وطائر الفينيق وغيرها، إضافة إلى أنها تضم مجموعة من الحيوانات المعروفة كالذئب والقندس والتمساح. كانت الحكايات الخرافية التي تحاط بها صور هذه الحيوانات والدروس التي تستخلص منها تعكس في الواقع رعبًا فطريًا أمام قوى الحياة التي عاشها الإنسان قديمًا ولا يزال يمضي قدمًا بها. وقد تطور استخدام الحيوانات الرامزة في الأعمال الفنية المختلفة، وخاصة في العصور الحديثة، حيث ظهرت بشكل أساسي وفاعل في أدب الأطفال حينما احتل الحيوان أدوار البطولة في كثير من الحكايات والقصص والأعمال التلفزيونية الموجهة للأطفال، وقام بدور الوسيط بين الطفل والعالم المحيط به.
عرف الإنسان استخدام الحيوانات كرموز في أدبه، في وقت مبكر يعود إلى عصور ما قبل التاريخ، ويقصد بالأعمال التي تتستر وراء رموز الحيوانات الحقيقية أو المتخيلة أن تكون رموزًا للأخلاق والمثل الدينية. وقد شكلت هذه الأعمال وثائق مهمة لدراسة عقلية القرون الوسطى وأخلاقها، وقدمت نموذجاً للأساليب الأدبية التي تعتمد الاستعارات الرمزية. وقد اشتملت هذه الأعمال على تعاليم دينية مترافقة مع توصيفات لنحو خمسين حيوانًا، وقد عرف هذا النموذج نجاحًا واسعًا، عكسته الترجمات إلى اللغات المختلفة وأولها الحبشية والسريانية والأرمنية. أما إلى اللغة اللاتينية فقد بدأت الترجمة منذ القرن الرابع الميلادي. ومعظم الحيوانات التي وردت في هذا التراث موجودة في الإنجيل، مع الإشارة إلى الخلط القائم في أسمائها والناتج عن الترجمة.
قام الفرنسي فيليب دي تاون في القرن الثاني عشر بكتابة أول نسخة من كتب الحيوانات الرامزة، ثم تبعه في بداية القرن الثالث عشر جان بوش دور وجيرفيز الذي كتب نسخة مختصرة جدًا قدرت بـ 1280 بيتًا بأسلوب روائي. من أهم الصور التي تتكرر في هذه الكتب التي تتناول الحيوانات: الأسد الذي يزيل آثاره بذيله وتبقى عينه ساهرة عندما ينام؛ الفهد برائحته المغرية إلا للتنين الذي يختنق منها؛ الأفعوان الخرافي ذو الرؤوس السبعة الذي يدخل في مؤخرة التمساح ويقتله؛ حورية البحر التي تنيم أولئك الذين يصغون إليها؛ الأفاعي والأحناش تجدد شبابها بالصوم؛ والتنين يبصق سمه قبل أن يشرب؛ والثعلب يتظاهر بالموت ليطبق على العصافير؛ القندس يخصي نفسه كي لا يقتله البشر الذين يستخرجون من خصيتيه دواء؛ النملة تتمتع ببصيرة وبعد نظر إذ تخزن الحب بطريقة تمنعه من الإنتاش وتستطيع التمييز بين حبات القمح والشعير؛ الحجلة ترقد على بيض ليس لها مما يدفع بأفراخها إلى الابتعاد عنها؛ النعامة لا تهتم ببيضها؛ البومة العمياء تستطيع الرؤية بفضل أطفالها؛ العنقاء تحترق لتبعث من رمادها. وكان هناك التفسير الديني لهذه الرموز، فكان يظهر الأسد الذي يمحي آثاره يرمز إلى الحبل غير الدنس، والأفعوان الخرافي يذكر بالمسيح الذي يطفئ النيران، والنمل بالعذارى الحكيمات، والخصاء كتضحية يذكر بفضائل التقشف، واستقياء التنين بالاعتراف. وطور جييوم لو كليرك نسخة موسعة وصلت نحو 3426 بيتًا تنطق بألسنة الحيوانات نفسها من نسخة فيليب دي تاون، لكن مع كثير من الإسهاب الكلامي. ويبدو أنه اقترح أن يكون عالم الحيوان هو عالم الخوف وكانت تهدف إلى الإرشاد. فيما قام بيير دي بوفيه بكتابة صيغة أخرى تتكون من 38 فصلًا يتبع إلى حد كبير ترتيب نسخة لو كليرك لكن مع تغيير أسماء الحيوانات، مما يوحي بفرض وجود مصادر أخرى، كما أضاف إليها أسماء الذئب والكلب. أما النسخة الطويلة فقد أضيفت إليها مصادر مختلفة، وخاصة أنواع الطيور.
في منتصف القرن الثالث عشر، قام ريشارد دي فورنيفال في كتابه حكايات الحيوان الغزلية 57 نموذجًا من الحيوانات، وقد اعتمد في معظمها على موروث قريب من بوفيه، إلا أنه كان يدخل فيه عقيدة الحب العذري. وبالتالي فإن العلاقة القائمة في ذلك الوقت بين العلامة الرمزية وتفسيرها لم تكن ثابتة، حيث كانت لحيوانات نفسها تتحول إلى الكشف عن أسرار سلوكيات الغزل بدلًا من القيم الدينية والأخلاقية. فيما شهد القرن الرابع عشر حلول كتب الحيوان المهتمة بالصيد محل الأخرى التي كانت تروي التاريخ الأسطوري في الأدب المجازي، لكن دون استغناء عن الحكم الأخلاقية. وفي هذا الإطار، ألف هنري دي فيريير عام 1350 كتابًا عنوانه كتب الملك مودوس والملكة راسيو يصف فيه الملك حياة الحيوانات التي كان يصطادها الناس في فرنسا آنذاك وعاداتها، وتقوم الملكة راسيو باستخلاص العبر الأخلاقية من هذه الأوصاف. ويُلاحظ أن المؤلف كان ينتقل من التصوير الخيالي والعجائبي إلى التصوير الواقعي والأليف. قام أكتوفيان دي سان-جيليه بتقديم مختارات شعرية من هذه القصائد تحت عنوان الصيد ورحيل الحب. وقد أصبحت الحيوانات الرامزة كالكلب والصقر والطرائد المختلفة جزءًا من الحياة اليومية. أما الحيوانات الغريبة والعجيبة كالأيل ذي الأجنحة لم تظهر إلا عند كبار الشعراء في القرن الخامس عشر.